# Butön Rinchen Drub
| Tibetische Bezeichnung                                                        |
| ----------------------------------------------------------------------------- |
| Tibetische Schrift: བུ་སྟོན་རིན་ཆེན་འགྲུབ་                                           |
| Wylie-Transliteration: bu ston rin chen grub                                  |
| Aussprache in IPA: [pʰutø̃ rĩtɕʰẽʈʂup]                                         |
| Offizielle Transkription der VRCh: Pudoin Rinqênzhub                          |
| THDL-Transkription: Buton Rinchendrup                                         |
| Andere Schreibweisen: Butön Rinchendrup, Budon Rinchendub, Purdain Rinqenzhub |
| Chinesische Bezeichnung                                                       |
| Traditionell: 布敦仁欽竹                                                      |
| Vereinfacht: 布敦仁钦竹                                                       |
| Pinyin:Bùdūn Rénqīngzhú                                                       |

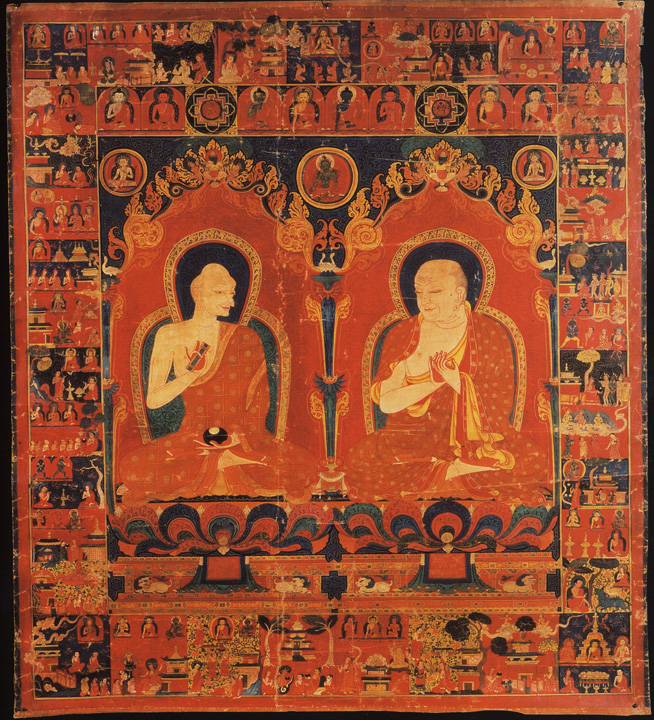
Butön Rinchen Drub (links) und sein Nachfolger

Butön Rinchen Drub (geb. 1290; gest. 1364) war der elfte Abt des Klosters Shalu bei Xigazê. Er war einer der herausragenden buddhistischen Gelehrten der Sakya-Schule des tibetischen Buddhismus.

## Lebenswerk
Butön Rinchen Drub gründete 1320 die Einsiedelei Shalu Riphug auf dem Berg hinter dem Kloster, in der Yoga gelehrt wurde, spezialisiert auf Trance-Zustände und die Erzeugung innerer Hitze (Tummo), eines der Sechs Yogas von Naropa. Das von ihm geleitete Kloster Shalu war ein Zentrum für Sanskrit-Übersetzungen und Sanskrit-Manuskripte.
Butön Rinchen Drub katalogisierte tausende religiöse und philosophische Schriften. Er war unmittelbar an der Kompilation des tibetischen Kanons, nämlich des Kanjur (tib.: bka' 'gyur) und des Tanjur (tib.: bstan 'gyur), beteiligt und ist der Verfasser eines wichtigen Werkes über die Geschichte des Buddhismus in Indien und Tibet (siehe Hauptartikel Chronik des Butön).
Außerdem verfasste er mehrere Werke zur Astronomie und Kalenderrechnung. Hervorzuheben ist insbesondere das erste große in Prosa geschriebene Kommentarwerk zur Kālacakra-Astronomie und Kalenderrechnung, welches den Titel „Lehrbuch über die Kalkulationen des Kālacakra, etwas, das die Gelehrten erfreut“ (tib.: dpal dus kyi 'khor lo'i rtsis kyi bstan bcos mkhas pa rnams dga' bar byed pa) trägt. Mit diesem Werk liegt uns die erste bisher bekannt gewordene Abhandlung zur Astronomie und Kalenderrechnung vor, die nicht die bloße Form eines praktischen Rechenbuches hat, sondern in großem Umfang versucht, den Sinn der durchzuführenden Rechenoperationen zu erklären. Insofern ist Butöns Werk bahnbrechend für die systematische Entwicklung der Tibetischen Astronomie und der tibetischen Kalenderrechnung.

## Literarische Hinterlassenschaft
Der 13. Dalai Lama gab eine Blockdruck-Ausgabe der gesammelten Werke (tib.: gsung 'bum) des Butön Rinchen Drub und seines wichtigsten Schülers, des Dratshepa Rinchen Namgyel (tib.: sgra tshad pa rin chen rnam rgyal; 1318–1388), in 26 Bänden in Auftrag. Die Druckstöcke dieser Ausgabe wurden in den Jahren 1917 bis 1919 angefertigt.